# Milly Wagner-Meyer
Milly Wagner-Meyer (* 13. Juli 1925 in Muttenz; † 8. August 1976 in Basel) war eine Schweizer Schriftstellerin und Radiomitarbeiterin.

## Leben und Werk
Milly Wagner-Meyer war eine Tochter des Lehrers und Mundartschriftstellers Traugott Meyer und der Julia Emilie, geborene Keller. Ihr Onkel war der Philologe Gustav Meyer.
Milly Meyer absolvierte das Mädchengymnasium in Basel. Anschliessend liess sie sich zur Kindergärtnerin ausbilden und arbeitete von 1947 bis 1951 in ihrem Beruf. Nach der Heirat mit Johannes Wagner (1925–2018) war sie Mitarbeiterin des Radiostudios Basel auf dem Bruderholz. Sie moderierte pädagogische Vorträge «Vom Umgang mit unseren Kleinen» sowie von 1960 bis 1965 sechzig halbstündige Produktionen in der Reihe «Wo mir Grosse glai sin». 
In ihrer Freizeit nahm sie Gesangsstunden, malte, zeichnete und schrieb märchenhafte Erzählungen, Gedichte und Aphorismen. Diese wurden erst nach ihrem frühen Tod veröffentlicht.

## Werke
- Die Nachtigall im Hühnerhof: Letzte Erzählungen. Verlag Im langen Loh 124, Basel 2002, OCLC 76590999
- Die Schattenstadt und andere märchenhafte Erzählungen Reinhardt, Basel, 1980, ISBN 3724504543
- Ich hänge meine Seele in den Wind. Gedichte. Kiew 1996 (Deutsch/ukrainische Ausgabe mit Übersetzungen ins Russische).